# ألفرد جي. بيرسون
ألفرد جي. بيرسون هو دبلوماسي وسياسي سويدي وأمريكي، ولد في 29 سبتمبر 1869 في لاندسكرونا في السويد، وتوفي في 9 أغسطس 1939 في مينيسوتا في الولايات المتحدة. نشط حزبياً في الحزب الجمهوري.